# ماركو غابياديني
ماركو غابياديني (بالإنجليزية: Marco Gabbiadini)‏ هو لاعب كرة قدم بريطاني في مركز الهجوم، ولد في 20 يناير 1968 في نوتنغهام في المملكة المتحدة. شارك مع منتخب إنجلترا تحت 21 سنة لكرة القدم ومنتخب إنجلترا لكرة القدم. أما مع النوادي، فقد لعب مع أكسفورد يونايتد وبرمنغهام سيتي وديربي كاونتي وستوك سيتي وكريستال بالاس ونادي بانيونيوس ونادي دارلنجتون ونادي سندرلاند ونادي هارتلبول يونايتد ونادي يورك سيتي ونورثامبتون تاون.

## وصلات خارجية
- ماركو غابياديني على موقع قاعدة بيانات كرة القدم.إي يو (الإنجليزية)
- ماركو غابياديني على موقع Soccerbase.com (لاعب) (الإنجليزية)
- ماركو غابياديني على موقع عالم كرة القدم.نت (الإنجليزية)